# IHI Corporation
IHI Corporation (株式会社IHI Kabushiki-gaisha IHI?), cunoscută în trecut ca Ishikawajima-Harima Heavy Industries Co., Ltd. (石川島播磨重工業株式会社 Ishikawajima Harima Jūkōgyō Kabushiki-gaisha?), este o corporație japoneză de inginerie cu sediul în Tokyo, Japonia, care produce și oferă nave, vehicule de lansare spațială, motoare de avioane, motoare diesel marine, turbine cu gaz, sisteme feroviare, turbocompresoare pentru automobile, inginerie de instalații, mașini industriale, centrale termice și alte facilități, poduri suspendate și alte structuri.
IHI este listat la Bursa de Valori din Tokyo Secțiunea 1.